# Peace to Us in Our Dreams
Pour plus de détails, voir Fiche technique et Distribution.
Peace to Us in Our Dreams (Ramybė mūsų sapnuose) est un film lituanien réalisé par Šarūnas Bartas, sorti en 2015. Il est présenté à la Quinzaine des réalisateurs au Festival de Cannes 2015.

## Fiche technique
- Titre français : Peace to Us in Our Dreams
- Titre original : Ramybė mūsų sapnuose
- Réalisation : Šarūnas Bartas
- Scénario : Šarūnas Bartas
- Pays de production : Lituanie
- Format : Couleurs - 35 mm
- Genre : drame
- Durée : 107 minutes
- Dates de sortie :
  - France : 20 mai 2015 :  (Festival de Cannes 2015)
  - France : 10 février 2016 (sortie nationale)
  - Lituanie : 9 octobre 2015

## Distribution
- Ina Marija Bartaité :
- Šarūnas Bartas :
- Edvinas Goldstein :
- Lora Kmieliauskaite :
- Klavdiya Korshunova :
- Giedrus Nakas :